# Marcel Lomnický
Marcel Lomnický (* 6. Juli 1987 in Nitra, Tschechoslowakei) ist ein slowakischer Leichtathlet, der sich auf den Hammerwurf spezialisiert hat. Im Laufe seiner sportlichen Karriere nahm er bislang dreimal an Olympischen Sommerspielen teil.

## Sportliche Laufbahn
Marcel Lomnický tritt seit 2003 in Wettkämpfen im Hammerwurf an. Bereits ein Jahr später belegte er den vierten Platz bei den Slowakischen Meisterschaften. Im Juli desselben Jahres trat er bei den U20-Weltmeisterschaften in Grosseto an. Dort scheiterte er allerdings mit einer Weite von 65,79 m in der Qualifikation. 2005 gewann er die Bronzemedaille bei den nationalen Meisterschaften der Erwachsenen. Anschließend trat er in Kaunas bei den U20-Europameisterschaften an und zog in das Finale ein, das er auf dem achten Platz beendete. 2006 steigerte er sich erneut um einen Platz und gewann die Silbermedaille bei den Slowakischen Meisterschaften. Im August nahm er in Peking zum zweiten Mal an U20-Weltmeisterschaften teil, bei denen er die Bronzemedaille gewinnen konnte. Seit der Saison 2007 tritt Lomnický mit dem Erwachsenenwurfgewicht an. Im Juli nahm er in Debrecen an den U23-Europameisterschaften teil. Auch dort zog er in das Finale ein, in dem er mit neuer Bestleistung von 72,17 m die Bronzemedaille gewinnen konnte.
Lomnický, der eine Sportschule in seiner Heimatstadt besuchte, studierte ab 2009 an der Virginia Tech University, wo er fortan für deren Sportteam, die Virginia Tech Hokies, in Wettkämpfen an den Start ging. Im Juli nahm er zunächst an der Universiade in Belgrad teil, bei der er den achten Platz belegte. Nur kurze Zeit später nahm er in Kaunas zum zweiten Mal an U23-Europameisterschaften teil. Diesmal verpasste er eine Medaille und belegte im Finale den sechsten Platz. 2010 gelang es ihm sich für die Europameisterschaften in Barcelona und damit für seine ersten Kontinentalmeisterschaften im Erwachsenenbereich zu qualifizieren. Zum Auftakt der Saison hatte er sich auf eine Bestweite von 74,83 m gesteigert. In Barcelona zeigte er dann mit 68,22 m eine seiner schwächsten Saisonleistungen und schied damit aus. 2011 folgte die erneute Steigerung der Bestleistung bis auf 75,84 m, womit er sich auch erstmals für die Weltmeisterschaften qualifizierte. Im Vorfeld dieser, trat er in Shenzhen zum zweiten Mal zur Universiade an und konnte dort die Silbermedaille gewinnen. Bei den Weltmeisterschaften in Daegu schied er anschließend nach der Qualifikation aus. 2012 warf Lomnický zum Saisonauftakt den Hammer auf eine neue Bestweite von 77,43 m. Mitte Juni siegte er erstmals bei den Slowakischen Meisterschaften. Seitdem gewann er bis 2020 achtmal in Folge den Titel. Mit seiner Bestleistung trat er zunächst in Helsinki bei den Europameisterschaften an. Bei seiner zweiten EM-Teilnahme erreichte er diesmal das Finale und belegte darin den elften der insgesamt zwölf Plätze. Anfang August nahm er dann in London erstmals an Olympischen Sommerspielen teil. Mit einer Qualifikationsweite von 74,00 m verpasste er als Fünfter seiner Gruppe nur knapp den Einzug in das Finale.
2013 trat Lomnický in Kasan zu seiner insgesamt dritten Universiade an. Im Finale stellte er mit einer Weite von 78,73 m eine neue Bestleistung auf, mit der nach der Universiade 2011 erneut die Silbermedaille gewann. Einen Monat später nahm er, ebenfalls in Russland, zum zweiten Mal an Weltmeisterschaften teil und zog zum ersten Mal in das WM-Finale ein. Dieses beendete er mit einer Weite von 77,57 m auf dem achten Platz. Im August 2014 stellte Lomnický in der Heimat mit einem Wurf auf 79,16 m seiner persönlichen Bestleistung auf, die er seitdem nicht überbot. Zwei Wochen später nahm er in Zürich erneut an den Europameisterschaften teil und zog zum zweiten Mal in das Finale ein. Dieses beendete er diesmal auf dem siebten Platz. 2015 nahm er an den erstmals ausgetragenen Europaspielen teil und gewann bei der Premiere die Goldmedaille. Später im August trat er in Peking erneut bei den Weltmeisterschaften an und belegte wieder, wie zwei Jahre zuvor in Moskau, den achten Platz. 2016 qualifizierte sich Lomnický sowohl für die Europameisterschaften in Amsterdam, als auch für die Olympischen Sommerspiele in Rio de Janeiro. Innerhalb eines Monats erreichte er bei beiden Wettkämpfen die Finals und belegte jeweils den fünften Platz. Damit wurde die Saison 2016 zu seiner sportlich erfolgreichsten. 2017 gelang es ihm abermals sich für die Teilnahme an den Weltmeisterschaften zu qualifizieren. Diesmal verpasste er mit einer Weite von 74,26 m und Platz vier in seiner Qualifikationsgruppe nur äußerst knapp den Finaleinzug. 2018 trat er in Berlin erneut bei Europameisterschaften an und zog zum vierten Mal in das Finale ein. Ausgerechnet darin warf er mit 72,74 m die kürzeste Weite seiner Wettkampfsaison und landete schließlich auf dem elften Platz. 2019 nahm Lomnický in Doha zum insgesamt fünften Mal bei Weltmeisterschaften teil. Mit einer Weite von 73,51 m verpasste er den Einzug in das Finale und belegte insgesamt den 18. Platz.
2021 verbesserte sich Lomnický erstmals seit 2014 und erfüllte mit 79,19 m die Qualifikationsnorm für die Olympischen Sommerspiele in Tokio. Dort kam er in der Qualifikation nicht über 72,75 m hinaus, wodurch er den Einzug in das Finale verpasste.

## Wichtige Wettbewerbe
| Jahr                 | Veranstaltung             | Ort                  | Platz                | Disziplin            | Weite                |
| Startet für Slowakei | Startet für Slowakei      | Startet für Slowakei | Startet für Slowakei | Startet für Slowakei | Startet für Slowakei |
| -------------------- | ------------------------- | -------------------- | -------------------- | -------------------- | -------------------- |
| 2004                 | U20-Weltmeisterschaften   | Grosseto             | 17.                  | Hammerwurf (6 kg)    | 65,79 m              |
| 2005                 | U20-Europameisterschaften | Kaunas               | 8.                   | Hammerwurf (6 kg)    | 70,49 m              |
| 2006                 | U20-Weltmeisterschaften   | Peking               | 3.                   | Hammerwurf (6 kg)    | 77,06 m              |
| 2007                 | U23-Europameisterschaften | Debrecen             | 3.                   | Hammerwurf           | 72,17 m              |
| 2009                 | Universiade               | Belgrad              | 8.                   | Hammerwurf           | 70,37 m              |
| 2009                 | U23-Europameisterschaften | Kaunas               | 6.                   | Hammerwurf           | 70,59 m              |
| 2010                 | Europameisterschaften     | Barcelona            | 24.                  | Hammerwurf           | 68,22 m              |
| 2011                 | Universiade               | Shenzhen             | 2.                   | Hammerwurf           | 73,90 m              |
| 2011                 | Weltmeisterschaften       | Daegu                | 21.                  | Hammerwurf           | 72,68 m              |
| 2012                 | Europameisterschaften     | Helsinki             | 11.                  | Hammerwurf           | 73,41 m              |
| 2012                 | Olympische Sommerspiele   | London               | 15.                  | Hammerwurf           | 74,00 m              |
| 2013                 | Universiade               | Kasan                | 2.                   | Hammerwurf           | 78,73 m              |
| 2013                 | Weltmeisterschaften       | Moskau               | 8.                   | Hammerwurf           | 77,57 m              |
| 2014                 | Europameisterschaften     | Zürich               | 7.                   | Hammerwurf           | 76,89 m              |
| 2015                 | Weltmeisterschaften       | Peking               | 8.                   | Hammerwurf           | 75,79 m              |
| 2016                 | Europameisterschaften     | Amsterdam            | 5.                   | Hammerwurf           | 75,84 m              |
| 2016                 | Olympische Sommerspiele   | Rio de Janeiro       | 5.                   | Hammerwurf           | 75,79 m              |
| 2017                 | Weltmeisterschaften       | London               | 13.                  | Hammerwurf           | 74,26 m              |
| 2018                 | Europameisterschaften     | Berlin               | 11.                  | Hammerwurf           | 72,74 m              |
| 2019                 | Weltmeisterschaften       | Doha                 | 18.                  | Hammerwurf           | 73,51 m              |
| 2021                 | Olympische Sommerspiele   | Tokio                | 24.                  | Hammerwurf           | 72,52 m              |

## Leistungsentwicklung
- 2003: 67,25 m
- 2006: 69,53 m
- 2007: 72,17 m
- 2008: 72,66 m
- 2010: 74,83 m
- 2011: 75,84 m
- 2012: 77,43 m
- 2013: 78,73 m
- 2014: 79,16 m
- 2021: 79,19 m